# بيتر رايس (رجل أعمال)
بيتر رايس (بالإنجليزية: Peter Rice)‏ هو شخصية أعمال بريطاني، ولد في 1966 في المملكة المتحدة.